# Kurlanovití
Kurlanovití (Aramidae) je čeleď ptáků z řádu krátkokřídlých, jejímž jediným žijícím zástupcem je kurlan chřástalovitý z rodu kurlan (Aramus). Tento velký pták žije v Jižní a Severní Americe.
Z fosilních záznamů je znám i Aramus paludigrus, semiakvatický miocenní zástupce čeledi.